# Adam Desch
Adam Desch (* 1881 in Pfeiffer, Wolgagebiet; † 7. Oktober 1937 in Astrachan) war ein deutsch-russischer römisch-katholischer Geistlicher und Märtyrer. 

## Leben
Adam Desch stammte aus einer wolgadeutschen Familie des Bistums Tiraspol. Er besuchte das Priesterseminar in Saratow und wurde am 28. April 1904 zum Priester geweiht. Die Stationen seines Wirkens waren Pfeiffer, Jekaterinoslaw, Christina und ab 1914 Astrachan. Ab 1921 war er Pfarrer in Slawgorod. 1931 wurde er festgenommen und zu 3 Jahren Lagerhaft verurteilt. 1934 wurde er erneut festgenommen und nach viermonatiger Untersuchungshaft wegen Krankheit entlassen. Er starb im Oktober 1937.

## Gedenken
Die Römisch-katholische Kirche in Deutschland nahm Pfarrer Adam Desch als Märtyrer in das deutsche Martyrologium des 20. Jahrhunderts auf.